# Episodi di Inuyasha

Copertina DVD dell'edizione italiana

Di seguito vengono elencati gli episodi della serie di animazione giapponese Inuyasha, tratta dall'omonimo fumetto di Rumiko Takahashi, realizzata dallo studio di produzione Sunrise e andato in onda sull'emittente Yomiuri TV dal 16 ottobre 2000 al 29 marzo 2010 per un totale di 193 episodi. In Italia è stata trasmessa in prima visione su MTV dal 6 novembre 2001 al 5 febbraio 2011 e distribuito in VHS e DVD da Dynit.
Le modifiche rispetto al manga sono state pesanti, dall'inizio alla fine.

## Serie TV

### Prima serie
La prima serie Inuyasha (犬夜叉?, InuYasha) è composta da 6 stagioni televisive contando in totale 167 episodi. Ad eccezione della sesta, tutte le stagioni sono composte da 26 episodi. La serie è andata in onda in Giappone dall'ottobre 2000 al settembre 2004 ed è stata diretta da Masashi Ikeda fino all'episodio 44 e da Yasunao Aoki per i successivi.

### Seconda serie
La seconda serie Inuyasha The Final Act (犬夜叉 完結編?, Inuyasha Kanketsu-hen) è composta da una sola stagione, e ha debuttato in Giappone il 3 e il 5 di ottobre 2009 rispettivamente su Nippon Television e Yomiuri TV per concludersi a marzo 2010. La serie è stata diretta da Yasunao Aoki.

### Stagioni
Gli episodi vengono suddivisi in stagioni, prendendo come riferimento per i nomi e per le divisioni i DVD ufficiali dell'edizione italiana. Tutti i DVD hanno tracce audio italiane e giapponesi con sottotitoli in italiano. Ogni stagione è provvista di una sottopagina dedicata, nella quale è possibile trovare informazioni più approfondite quali sigle di apertura e di chiusura utilizzate, titoli, trame degli episodi e date di trasmissione.
| Nº | Titolo italiano         | Episodi | Trasmissione | Trasmissione | Fonti |
| Nº | Titolo italiano         | Episodi | Giappone     | Italia       | Fonti |
| 1  | Prima stagione          | 1-26    | 2000-2001    | 2001-2002    | [ 3 ] |
| 2  | Seconda stagione        | 27-52   | 2001         | 2004         | [ 4 ] |
| 3  | Terza stagione          | 53-78   | 2001-2002    | 2005         | [ 5 ] |
| 4  | Quarta stagione         | 79-104  | 2002-2003    | 2005-2006    | [ 6 ] |
| 5  | Quinta stagione         | 105-130 | 2003         | 2006-2007    | [ 7 ] |
| 6  | Sesta stagione          | 131-167 | 2003-2004    | 2007         | [ 8 ] |
| 7  | Inuyasha: The Final Act | 168-193 | 2009-2010    | 2010-2011    | [ 9 ] |